# Lydmiksning
Ved lydmiksning indsættes flere forskellige indspillede lyde i en eller flere kanaler, heraf oftest 2-kanal stereo. I denne proces reguleres niveauet for styrke og klang af de forskellige instrumenter, og effekter som f.eks. reverb tilføjes. 
Før forekomsten af digital lydmiksning (på engelsk digital audio workstations) blev miksningsprocessen udført ved hjælp af en mikserpult. I dag gør de fleste lydteknikere og selvstændige musikere brug af digitale computerprogrammer (et slangord som på engelsk hedder at "mikse i boksen" – mixing "in-the-box"). Mikserpulten spiller dog stadig en stor rolle under indspilningerne. Ofte bruges disse i forbindelse med de digitale programmer.